# 揚·托雷·桑納
揚·托雷·桑納（挪威語：Jan Tore Sanner，1965年5月6日—）是一位挪威保守黨的政治人物，他曾於2013年擔任挪威行政改革部部長，2018年至2020年擔任挪威教育部長，2020年至2021年擔任挪威財政部長。
桑納於2004年至2022年期間擔任挪威保守黨的副主席，前四年擔任第二副主席，後十四年擔任第一副主席。